# Carn de neó
Carn de neó (títol original en castellà Carne de neón) és una pel·lícula de thriller neo-noir del 2010 amb elements de comèdia dirigida per Paco Cabezas i protagonitzada per Mario Casas al costat de Vicente Romero, Macarena Gómez, Blanca Suárez i Ángela Molina. És una coproducció hispano-argentina-sueco-francesa. Ha estat doblada al català.

## Argument
Un cop alliberat, Ricky es retroba amb la seva mare, Pura, que ha estat treballant com a prostituta per arribar a fi de mes. Pura ha estat estalviant diners per complir el somni de Ricky d'obrir un bordell, però quan mor en un accident de cotxe, Ricky decideix honrar la seva memòria complint el seu propi somni i obrint un bordell de gamma alta.
Ricky demana l'ajuda del seu antic company de cel·la, Angelito, i del seu amic, Carlos, per fer realitat el seu somni. Junts, es proposen adquirir els fons i l'equip necessari per obrir el bordell, però aviat la situació els ultrapassa quan es converteixen en l'objectiu d'una poderosa i violenta banda criminal liderada pel despietat El Chino.
Mentre lluiten per mantenir el seu negoci i mantenir-se vius davant el perill, en Ricky i els seus amics s'han d'enfrontar als seus propis errors del passat i als seus dimonis personals. Al final, han de prendre decisions difícils i prendre mesures dràstiques per protegir-se a si mateixos i als qui estimen.
En general, és una pel·lícula dura i amb suspens que explora temes de la família, la lleialtat i les conseqüències de les nostres accions.

## Repartiment
- Mario Casas com a Ricky[2]
- Vicente Romero com a Angelito[3]
- Macarena Gómez com a La Canija[2]
- Ángela Molina com a Pura[3]
- Blanca Suárez com a Verónica[2]
- Darío Grandinetti com a El Chino[3]
- Dámaso Conde[4]
- Luciano Cáceres com a El Niño[5]
- Antonio de la Torre com a Santos[3]
- Vanessa Oliveira[4]
- Juan Carlos Vellido[4]
- Andrea Carballo[4]
- María Zamarbide[4]
- Ágatha Fresco[4]

## Producció
La pel·lícula està basada en un curtmetratge del mateix nom dirigit per Paco Cabezas. Alguns membres del repartiment del curtmetratge van repetir els seus papers al llargmetratge (les excepcions notables van ser Óscar Jaenada).  i Victoria Abril, substituïts respectivament per Mario Casas i Ángela Molina).
Coproducció entre companyies d'Espanya, Argentina, Suècia i França, la pel·lícula va ser produïda per Morena Films de Juan Gordon al costat de Morena Films Jaleo Films, Oberon Cinematográfica, Mandarin Films, Hepp Films i Pensa&Rocca, amb la participació de Canal Sur, TVC, TVV, TVG, i ETB. El rodatge es va fer a exeriors de Sevilla i a Belgrano (Buenos Aires) a l'Argentina. Durant la part argentina del rodatge, la tripulació va utilitzar màscares a causa de l'alerta de la pandèmia de grip porcina de 2009.

## Llançament
La pel·lícula es va presentar al XLIII Festival Internacional de Cinema Fantàstic de Catalunya el 9 d'octubre de 2010.
Distribuïda per Vértice Cine, es va estrenar en cinemes a Espanya el 21 de gener de 2011. Es va estrenar a les sales argentines el 21 de febrer de 2013.

## Recepció
Jonathan Holland de Variety va valorar que la pel·lícula "enormement entretinguda" "representa una tarifa crua, violenta, cridanera i sentimental, però amb un punt intel·ligent i agut que la treu de la presó".
Jesús Palacios de Fotogramas va puntuar la pel·lícula amb 3 sobre 5 estrelles destacant l'honestedat de la proposta alhora que va assenyalar la seva "ingenuïtat cinefàgica", valorant que "per molt irregular que de vegades apareix, [és] una de les pel·lícules espanyoles més refrescants de l'any".